# Tajirachi
Tajirachi är en ort i Mexiko.   Den ligger i kommunen Carichí och delstaten Chihuahua, i den nordvästra delen av landet, 1 300 km nordväst om huvudstaden Mexico City. Tajirachi ligger 2 151 meter över havet och antalet invånare är 391.
Terrängen runt Tajirachi är kuperad åt nordväst, men åt sydost är den platt. Tajirachi ligger nere i en dal. Runt Tajirachi är det mycket glesbefolkat, med 2 invånare per kvadratkilometer. Tajirachi är det största samhället i trakten. Omgivningarna runt Tajirachi är i huvudsak ett öppet busklandskap.